# Anopheles saperoi
Anopheles saperoi este o specie de țânțari din genul Anopheles, descrisă de Richard Mitchell Bohart și Ingram în anul 1946. Conform Catalogue of Life specia Anopheles saperoi nu are subspecii cunoscute.